# Banatul Severinului

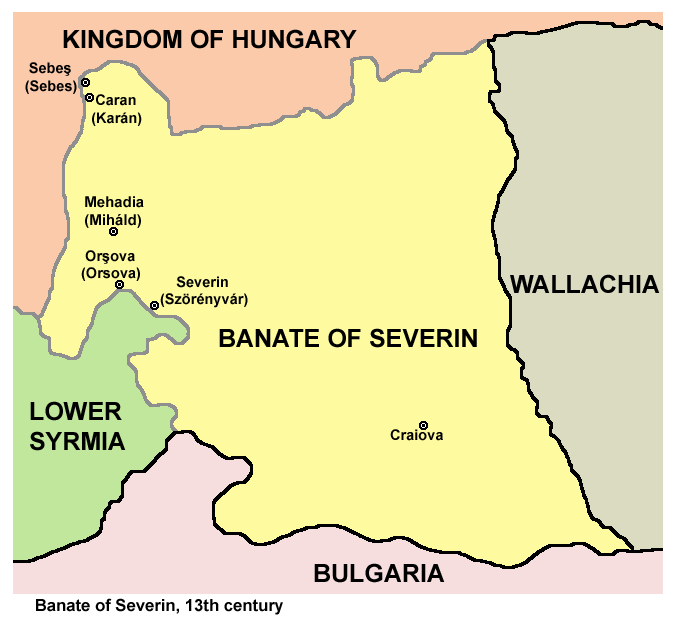

Banatul Severinului, cu rolul de marcă, a fost, inițial, o formațiune politică, militară și administrativă a Regatului Ungariei instituită în vederea readucerii bulgarilor (trecuți din motive politice de la catolicism la ortodoxie) în lumea occidentală. Banatul Severinului va fi piatra de temelie al efemerului Banat de Vidin. Ulterior, Banatul Severinului este avanpostul sistemului defensiv antiotoman al regatului maghiar și, deopotrivă, al voievozilor din Țara Românească.
La maxima lui întindere a cuprins teritorii din vestul Olteniei și din estul Banatului. Era condus de un ban, cu reședința în Cetatea Severinului. Banatul Severinului a fost disputat politic între Țara Românească și Ungaria iar religios între catolici, ortodocșii bulgari, greci și sârbi.
După bătălia de la Mohács, din 1526, Banatul Severinului a fost divizat. Partea răsăriteană (începând de la Vârciorova) a trecut sub jurisdicția domnitorilor munteni (cu sediul Băniei la Craiova), iar în partea apuseană (începând de la Orșova, inclusiv) s-a constituit, treptat, Banatul de Lugoj-Caransebeș, iar apoi în Banatul de Timișoara. Banatul Craiovei (Oltenia austriacă) a avut o existență efemeră (1718-1729).

## Banatul Severinului
Banatul Severinului, Banatus Zewriniensis, "Terra Zeurino" sau "Țara Severinului", cuprindea Carașul cu o fâșie din Ardeal, țara Hațegului, ținutul Amlașului și o parte limitrofă din Oltenia (Mehedinți), o parte din Gorj și din Vâlcea, întinzându-se pe ambele laturi ale munților) de la Dunăre până la Olt. Primul Ban de Severin, Luca, este menționat în 1233, în timpul regelui Andrei al II-lea al Ungariei (1205–1235). După Luca se cunoaște numele altui ban maghiar de Severin, Ștefan. Numit de regele Béla al IV-lea (1235–1270), funcția sa va fi preluată de Ioan. Ca urmare a organizării teritoriale în bănie și cum noua cetate a Severinului conform unui document pontifical din 1234 atrage într-un scurt timp în regiune un număr considerabil de cumani, valahi, maghiari și saxoni deopotrivă, și implicit, un amestec confesional grec și latin, pentru prima oară, Béla al IV solicită Papei Grigore al IX-lea în 1238 înființarea unei Episcopii latine a Severinului care însă va fi instituită abia în 1382. În anul 1238 papa Grigore al IX-lea îl excomunică pe Ioan Asan al II-lea și îl cheamă pe regele Ungariei să întreprindă o expediție cruciată împotriva «schismaticului» Asan, iar țara ce o va cuceri de la el să fie unită cu Regatul Maghiar.
Anul 1241 este un an teribil pentru Severin din cauza invaziei tătarilor care până în 1242 incendiază și despopulează regiunea. Reorganizând zona distrusă de pustiirea mongolă, Bela al IV-lea încredințează regiunea Severinului guvernării lui Litovoi. Anul 1247 aduce deopotrivă recunoașterea importanței rolului militar și economic al populației valahe din regiune. Înaintea cumanilor, valahii severineni sunt înregistrați în arhivele Coroanei maghiare ai anilor 1256, 1262, și 1293, ca principalii contribuabili în constituirea zonei de apărare dunărene. Tot în 1247, printr-o diplomă, regele Béla al IV-lea îi aduce în regiune pe Cavalerii ioaniți, dându-le reședința de misiune religioasă. Această diplomă din 1247 în care este numit Banul de Severin, este totodată și primul document în care regele Ungariei poartă și titlul de rege al Bulgariei. Raportul dintre acest titlu și donația făcută de Béla al IV-lea cavalerilor călugari ai Ordinului "Sf Ioan" de Ierusalim (din 1247 apoi reconfirmată de papa Inocențiu al IV-lea în 1248), și înființarea Banatului de Severin este în strânsă legătură cu șirul de războaie permanent pentru stăpânirea Cetății și a regiunii Severinului. Conceput ca o marcă de graniță a regatului maghiar, Banatul de Severin avea drept scop apărarea, consolidarea și extinderea autorității coroanei maghiare la sud de Dunăre. În timpul războiului lui Bela al IV-lea cu Ottokar al II-lea al Boemiei   din 1260, bulgarii sub conducerea țarului Constantin I Asan (1257-1277), și bizantinii conduși de Împăratul Mihail al VIII-lea Paleologul (1259-1282), vor trece Dunărea și vor ocupa cetatea și Banatul de Severin până când magistrul Laurențiu, fiind numit Ban, recucerește cetatea și regiunea care sunt restituite Ungariei. Cavalerii ioaniți, a căror îndatorire era să apere regiunea și cetatea, se vede că părăsiseră cetatea fie în timpul atacului bulgar, fie mai înainte. În 1268 Banul Alexandru, împreună cu garnizoana Cetății, participă la mai multe războaie victorioase împotriva bulgarilor și bizantinilor.
Cetatea Severinului are o istorie particulară în raport cu alte cetăți din spațiul carpatic. Rolul și importanța sa a fost preponderent militar, comerțul aducător de bunăstare fiind dificil din pricina poziției geografice și a faptului că au stăpânit-o într-o succesiune permanentă, când regii maghiari, când voievozii din Muntenia. La fel era și cu cele trei biserici medievale existente care o dată cu schimbarea stăpânitorilor, își schimbau închinarea confesională devenind Latine sau Ortodoxe în funcție de momentul respectiv. În 1301 este pomenit Ban de Severin Teodor Voitici care împreună cu fiul său Ioan, profitând de stingerea dinastiei Arpadiene, cu ajutorul despotului de Vidin, Mihail Șișman, refuză autoritatea noului suveran Carol Robert de Anjou. Până în 1330 Severinul rămâne în stăpânire munteană. În lupta pentru Cetatea Severinului a murit Litovoi în 1272, când refuză să mai fie vasal regelui Ladislau al IV-lea Cumanul. Basarab I pierde cetatea Severinului în septembrie 1330, recucerind-o din nou după victoria de la Posada în același an. Este rândul lui Vladislav I Basarab (1364-1372) să fie numit Ban de Severin până când refuzând să mai fie vasal al regelui Ludovic I de Anjou (1342-1382), Cetatea Severinului trece din nou sub stăpânire maghiară în 1365 când Bulgaria, condusă de cumnatul lui Vladislav, Ivan Srațimir, este învinsă într-un nou război în urma căreia in anul 1365 este înființat Banatul bulgăresc. Vladislav este între timp iertat de Ludovic I de Anjou și în 1368 primește din nou titlul de Ban al Cetății Severinului. În timpul stăpânirii muntene este înființată vremelnic Mitropolia ortodoxă a Severinului, având ca mitropolit pe Antim Critopolos (1370), mitropolie care în 1375, va fi mutată la Strehaia, ajungând în cele din urmă la Râmnic unde va ființa cu numele de Episcopia Râmnicului și Noului Severin. În 1373, în timpul regelui Ludovic I, Severinul trece din nou în stăpânirea coroanei maghiare. Între 1376 și 1377 Severinul reintră în stăpânire munteană pentru ca în 1378 Regatul maghiar să fie din nou în posesia cetății.

## Episcopia latină a Severinului

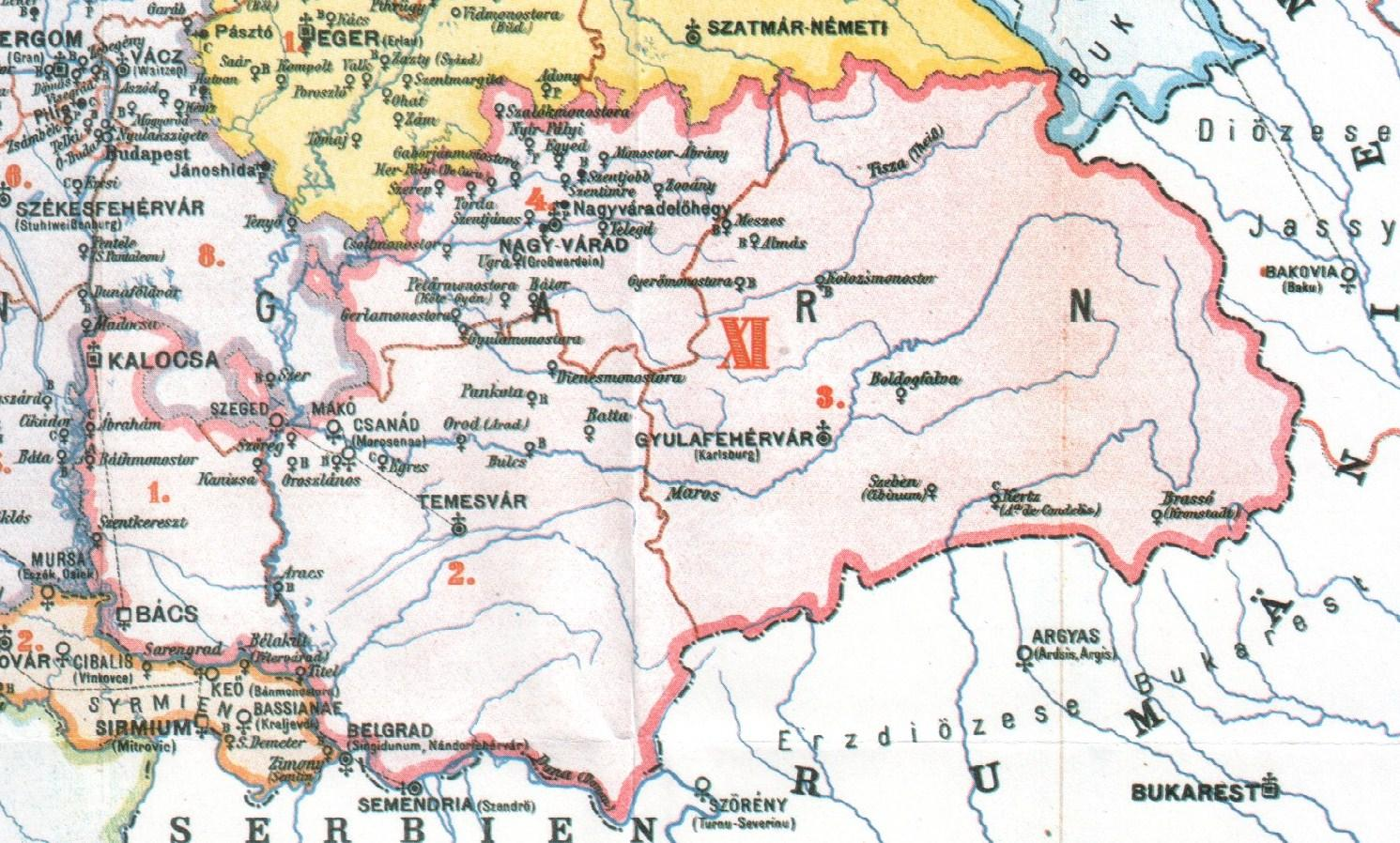
Provincia mitropolitană de Kalocsa la începutul sec. XX. Pe hartă sunt marcate ca desființate episcopiile catolice de Argeș și de Severin, foste sufragane ale Arhiepiscopiei de Kalocsa.

În anul 1382 a fost înființată Episcopia latină a Severinului, care va dăinui cu întreruperi până în 1502. La fel ca și Episcopia Catolică a Argeșului, Episcopia Catolică a Severinului a fost sufragană (aflată sub jurisdicția) Arhiepiscopiei de Kalocsa, ea însăși sub obediență papală directă. (În Ungaria medievală de începuturi erau două arhidioceze istorice și rivale: Kalocsa și Esztergom. În Cetatea Severinului cele douǎ biserici (cea din ruinele castrului Drobetei și cea din cetatea medievală), și în plus, cea de a treia (în modesta capelă cimitirului din acele timpuri) au slujit activitatea misionară a călugărilor dominicani, franciscani, ioaniți si teutoni. Arhiepiscopia de Kalocsa a fost cea care a dirijat până la fondarea politică a Țării Românești activitatea misionară de creștinare catolică în ținutul Severinului în rândurile cumanilor și românilor olteni, iar la sud de Dunăre în rândurile bulgarilor bogomili. Până la stabilirea definitivă a confesiunii ortodoxe a domnilor munteni, în Banatul de Severin și întreaga regiune situată la Sud de Dunăre, religia și activitatea misionară era dirijată în majoritate de la Roma (prin arhiepiscopii de Kalocsa), iar politica de la Esztergom (unde arhiepiscopia nu era întotdeauna de acord cu Roma). Misionarii franciscani au fost prezenți în regiune deja dinaintea fondării Cetății Severinului, biserica lor aflându-se în incinta ruinelor castrului roman al Drobetei. După scurt timp li s-au alăturat călugării dominicani, a căror biserică a fost ridicată în interiorul zidurilor Cetății. Episcopia latină a Severinului a numărat un șir de 12 episcopi:
- Gregorius (1382) OP
- Lucas Ioannis OFM (1390–1394)
- Franciscus OFM (1394–1398)
- Nicolaus Demetrios (1399)
- Iacobus de Cavallis (1412)
- Lucas (1431)
- Dionysius (?)
- Dominicus (1437)
- Benedictus (1439)
- Stephanus OSB (1447)
- Stephanus (1499)
- Gregorius Thakaro (1500–1502).

Primul Episcop catolic al Severinului, Grigore, a fost un călugăr dominican (Ordinul fraților predicatori - Ordo fratrum predicatorum - OP). Al doilea și al treilea episcop catolic severinean, Luca și respectiv, Francisc, au aparținut ordinului franciscan (Ordo fratrum minorum - OFM). În evul mediu severinean, în regiunea Cetății, au existat două biserici și o capelă (toate trei latine la origine). Cimitirul, împreună cu capela medievală a Severinului, erau situate în ceea ce astăzi a mai rămas din grădina Liceului "Traian" (situată între Castrul roman Drobeta și Cetatea Severinului). Ruinele bisericii latine, devenită catedrală, se află în incinta Cetății Severinului iar urmele primei biserici latine sunt în grădina Muzeului "Porțile de Fier", fiind prezentate drept "Ruinele Mitropoliei (ortodoxe a) Severinului", ruine care, de fapt, sunt la origine o biserică catolică franciscană, zidită inițial în stil romanic și modificată ulterior în stil gotic.

## Severinul în cruciada antiotomană
Mircea cel Bătrân a purtat și el titlul de Ban de Severin, iar în anul 1406, în fața pericolului otoman, încheie un tratat de alianță cu Sigismund I de Luxemburg (1387-1437) chiar în cetatea Severinului. În 1417 Sultanul Mohamed I, (1413-1421), ocupă Severinul luând prizonieri trei din fiii lui Mircea care se vede obligat sa ceară pace plătind tribut. În noiembrie 1419 Sigismund recucerește cetatea cu ajutorul fiului lui Mircea, Mihail I (1418-1420). În 1408, Sigismund îl numește Ban de Severin pe renumitul Filippo Buondelmonti degli Scolari, cunoscut cu numele de Pipo di Ozora, cavaler al Ordinului Dragonului ca și Vlad Dracul, tatal lui Vlad Țepeș. În 1427, Murad al II-lea cucerește și incendiază cetatea. În 1429 Sigismund cere ajutorul Ordinului cavalerilor Teutoni. Sub conducerea lui Nicolae Radwitz, care este înobilat baron și numit Ban de Severin, cavalerii teutoni preiau apărarea cetății și a Banatului de Severin. În acest răstimp, toate cetățile începând cu Severin, Orșova, Golubăț și până la Belgrad, sunt reîntărite. În 1430-1431, alături de cavalerii teutoni, în cetatea Severinului sunt prezenți 200 de oșteni și 40 arbaletieri. În 1432 este consemnată uciderea cavalerilor teutoni din cetate de către turci conduși de catre Vlad Dracul. În 1436 cetatea reintră în posesiune maghiară sub apărarea Banului Ladislau. Între 1438–1439, sub stăpânirea lui Albert I de Habsburg, (1438-1439), Severinul este apărat din nou de atacurile turcilor în persoana Banului Francisc Talloci (cavaler al Ordinului Dragonului). Din anul 1439 până în 1445, Iancu de Hunedoara este numit Ban de Severin de către regele Ladislau al VI-lea Iagelon (1439-1444). Între 18 și 22 septembrie 1444, Severinul sprijină trecerea unei părți ale armatelor cruciate la sud de Dunăre, în vederea atacării Varnei.
În timpul domniei lui Ladislau al VII-lea (1444-1457) și a lui Matei Corvin (1458-1490), urmează o perioadă în care printre Banii Cetății Severinului sunt nobili maghiarizați și catolicizați de origină română: Mihail de Cerna care a avut o continuitate de opt ani în funcție, între 1446 și 1454, fiind dublat în 1449 de vărul său Vasile de Cerna, iar între 1452 și 1454 de un alt nobil român bănățean, Petru Danciu de Caransebeș. La fel, Ștefan și Mihail de Mâtnic în 1459 și respectiv 1467 vor contiuna șirul Banilor de Severin. Alți Bani severineni de origine română sunt: Ladislau Ficior de Hațeg și Gheorghe Mare, care pentru buna guvernare a Severinului este numit ulterior Ban de Belgrad. Cetatea Severinului este una dintre cetățile cheie ale sistemului defensiv dunărean împotriva turcilor. Titlul de "Ban", acordat neîntrerupt pe parcursul a 300 de ani în istoria Severinului atâtor personaje importante din istoria europeeană, nu este o simplă titulatură onorifică ci subliniază rolul militar și politic de excepție în apărarea granițelor dunărene. Pe lângă autoritate, titlu de cavaler al Ordinului Dragonului, titlul de Ban de Severin a oferit și o serie de avantaje materiale, în primul rând prin sumele cu care demnitatea era remunerată. Din informații datând din anii 1494-1495, se știe că Banii Severinului Petru Vistier de Măcicaș și Iacob de Gârliște au încasat 4000 de florini, o sumă mai mică decât cea a Banului de Belgrad, dar mai mare decât cea a omologului de Sabăț.
La începutul anului 1492 Banul Filip, ajutat de fratele său George îi invinge pe turci care începuseră să invadaze Banatul de Severin. Amândoi vor pleca la Buda, unde avea loc adunarea generală regală, întrunită pentru a lua măsuri de apărare împotriva turcilor. Banul Filip de Severin moare pe drum spre Buda, astfel că fratele său, George, prezintă în luna Aprilie a anului 1493, situația grea în care se găsea Cetatea și Banatul Severinului. Sultanul Baiazid al II-lea (1481-1512) ordonă pașei din Vidin să asedieze și să cucerească cât mai grabnic cetatea Severinului, în anul următor. Severinul este despresurat de Pavel Chinezu care eliberează cetatea din mâinile turcilor. În 1501 Banul Petru Măcicaș ajutat de un alt viitor Ban de Severin, Iacob de Gârlești (Gârliște) aflând că turcii se pregătesc să atace Muntenia, trec Dunărea într-o campanie militară victorioasă ce străbate zona Cladovei, Vidinului și Nicopolului. În 1506, Banul Iacob de Gârliște participă cu garnizoana severineană la înăbușirea răscoalei secuilor la Toplița Lutița. În anul 1519, Ludovic al II-lea Iagelon (1516-1526), prin mijlocirea Banului de Severin, Barnabas Bélai, încheie un tratat de pace pentru trei ani cu sultanul Soliman I Magnificul (1494-1566) care, printre altele, se obligă să nu mai atace Severinul, Timișoara și alte cetăți de graniță. Fără să reușească, sub Soliman turcii asediază din nou Cetatea Severinului în 1521, aceasta fiinde apărată de Banul Nicoale de Gârliște.
După moartea lui Matei Corvin, Ladislau al VIII-lea Iagelon (1490-1516) (un rege cu o autoritate slabă) și tânărul său urmaș Ludovic al II-lea, nu mai reușesc să acorde aceeași atenție cetății Severinului precum predecesorii lor, deoarece Ungaria traversează o perioadă de criză, nobilii maghiari, în lupte facționale, fiind mai interesați în creșterea autorității lor personale decât de respingerea pericolului otoman de pe Dunăre. Dată fiind responsabilitatea și riscurile mari, mulți nobili refuză să primească funcția de Ban al Severinului, deși solda ajunsese la 6.000 de florini. În 1521 turcii cuceresc Belgradul. Orșova este pierdută în 1522. Acest context creează o situație dificilă pentru Cetatea Severinului. În lunile mai și iunie 1524, au loc mai multe atacuri otomane care eșuează. După un asediu sistematic, început la jumătatea lunii septembrie, turcii, conduși de Soliman Magnificul și de Ali Beg (un sârb convertit la islam), cuceresc și distrug parțial cetatea în luna octombrie. Cucerirea a fost posibilă și din cauza garnizoanei extrem de reduse care apăra cetatea. În 1526, din ordinul lui Soliman Magnificul, turcii încep distrugerea sistematică a Cetății Severinului, pietrele de rezistență din ziduri (ceea ce era cioplit și șlefuit), fiind recuperate și folosite în construcția și întărirea altor cetăți otomane la sud de Dunăre. Vor rămâne în picioare doar rămășitele câtorva ziduri din incintă, urmele fundațiilor celor șase turnuri printre care și un perete de aprox. 12 m înălțime din Donjonul impunător al cetății, un perete gros și înalt de la care întreaga structură rămasă va fi numită de localnici "Turnul lui Sever". După cucerire și distrugere, Cetatea Severinului (cheia de intrare spre Europa centrală, cum era denumită în acele timpuri) va confirma importanța sa strategică, când doi ani mai târziu, tot pe Dunăre, la Mohacs, în 1526 Ungaria va fi înfrântă și va fi transformată în pașalâc turcesc.
După distrugerea definitivă a Cetății Severinului, părțile oltene ale Banatului de Severin au ajuns sub stăpânirea efemera a banilor craioveni, iar Banatul Severinului și-a delimitat hotarele între Orșova și Făget.

## Lista Banilor de Severin: 1233-1524
1. 1233 Luca
2. 1243 Ștefan
3. 1247-1254 Ioan
4. 1255 Pósa Csák
5. 1257-1261 Ștefan
6. 1262 Ștefan
7. 1263-1267 Laurențiu
8. 1268 Ugrin
9. 1268 Alexandru
10. 1269 Laurențiu
11. 1270 Ponit
12. 1270-1271 Laurențiu
13. 1271-1272 Paul
14. 1272 Laurențiu
15. 1272 Albert
16. 1273 Paul
17. 1273 Laurențiu
18. 1274 Paul
19. 1274-1275 Ugrin
20. 1275 Micu
21. 1275 Paul
22. 1275 Reinauld
23. 1276-1279 Micu
24. 1277-1278 Paul
25. 1279 Laurențiu
26. 1280-1283 Timotei
27. 1284-1286 Mako
28. 1287-1289 Rafael
29. 1290-1293 Laurențiu
30. 1294-1296 Solymosi Posa
31. 1297-1299 Ladislau Rátholti
32. 1299-1308 Andrei Tárnok
33. 1309-1314 vacant[1]
34. 1314-1318 Dominic Cernea
35. 1319-1323 Ladislau Rátholti
36. 1323-1329 Daniel Szécsi
37. 1324 Paul
38. 1330-1335 vacant
39. 1341 Szécsi Denis
40. 1342-1349 Losonci
41. 1350-1355 Nicolae Szécsi
42. 1355-1359 Lațcu Denis
43. 1359-1387 vacant
44. 1387 Ladislau
45. 1387-1388 Ștefan
46. 1388-1390 Ioan Kaplan
47. 1390-1391 Nicolae Perényi
48. 1392 Gerebenci Szemere
49. 1392-1393 Ditrău Bebek
50. 1393-1408 vacant
51. 1408-1409 Pipo de Ozora
52. 1409 vacant
53. 1419 Sigismund Losonci
54. 1428 Emeric Marcali
55. 1430-1435 Nicolae Redwitz
56. 1429-1435 vacant
57. 1435 Ladislau Jakubek
58. 1436-1439 Tallóci Francisc
59. 1439-1445 Iancu de Hunedoara
60. 1445-1446 Blaziu
61. 1447-1454 Miklós
62. 1449 Vasile de Cerna (vice-ban)
63. 1452-1454 Petru
64. 1455-57 vacant
65. 1458 Vlad și Grigore Bethlen
66. 1459-1460 vacant
67. 1460 Ladislau Doczi
68. 1462-1463 Nicolae
69. 1464-1466 vacant
70. 1466 Ioan Pongracz
71. 1467 vacant
72. 1467 Ștefan și Mihai de Mâtnic
73. 1468-1471 vacant
74. 1471-1478 Emeric Hédervári
75. 1478 Ioan Dominic Bethlen
76. 1478 vacant
77. 1479 Ambrozie și George Szenthelsebethi
78. 1479 Bartolomeu Pathócsy
79. 1480-1483 Francisc Haraszti
80. 1483-1489 Francisc Haraszti și Andrei Szokoly
81. 1490 Emeric Ozora
82. 1491 Pipo și Andei Dánfy
83. 1491-1492 Francisc Haraszti
84. 1492-1494 George și Filip Balassa de Ciula
85. 1495-1502 Petru Măcicaș
86. 1503 Barnaba Bela
87. 1503 Ioan Gărliște
88. 1504-1508 Ioan și Bela Gârliște;
89. 1508-1513 Mihai și Barnaba
90. 1514 Ioan
91. 1515-1516 Nicolae
92. 1517-1518 vacant
93. 1519 Bela Barnabas
94. 1520-1521 Nicolae Gârliște
95. 1522-1524 Ioan Kallay

## Ordinul Dragonului
Legat de istoria Cetății Severinului și de luptele de apărare purtate în Banatul Severinului și în regiunea Bulgariei și a Serbiei, este Ordinul Dragonului (în latină Societas Draconistrarum), un ordin cavaleresc cruciat sub obediență religioasă, creat de împăratul Sigismund de Luxemburg în 1408 în principal pentru a proteja creștinătatea de amenințarea otomană. Printre membrii acestui ordin cavaleresc s-au numărat mai mulți Bani ai Severinului și Vlad al II-lea Dracul (tatăl lui Vlad Țepeș), înnobilat în 1431 în Nürenberg de către Sigismund de Luxemburg. La 12 decembrie 1408 este instituit în numele lui Iisus Hristos, Ordinul religios cavaleresc al Dragonului care numără în Primul cerc un număr fix de 24 de cavaleri. Sigismund de Luxemburg va fi Maestru magnificus, fiind la rândul lui înconjurat de un număr de cinci cavaleri consilieri care vor purta gradul de Mareșali. Al Doilea cerc, cel al Scutierilor cavalerilor din Primul cerc, nu are un număr fix de cavaleri. Întreaga suprafață geografică a regatului Ungariei va fi împărțită simbolic și tactic în "cercuri" de apărare asemănătoare imaginii heraldice a Ordinului Dragonului, cetatea Severinului și banatul adiacent făcând parte din primul cerc cruciat de apărare, adică cel mai expus atacurilor. Dintre Banii Severinului care au făcut parte dintre Cavalerii Ordinului pot fi amintiți unii dintre cei mai buni generali ai regelui Sigismund: Nicolae Perényi, Pipo de Ozora și Tallóci Francisc.